# Grynig ägglav
Grynig ägglav (Candelariella xanthostigma) är en lavart som först beskrevs av Erik Acharius, och fick sitt nu gällande namn av Lettau. Grynig ägglav ingår i släktet Candelariella och familjen Candelariaceae.  Arten är reproducerande i Sverige. Inga underarter finns listade i Catalogue of Life.

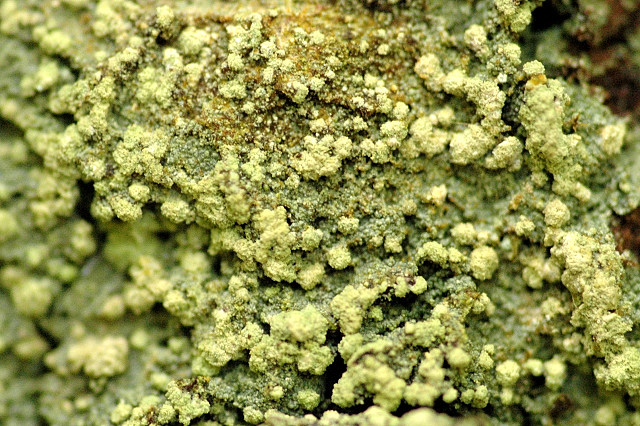
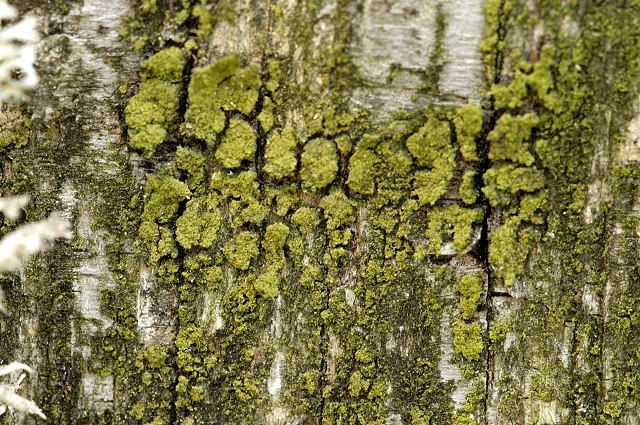
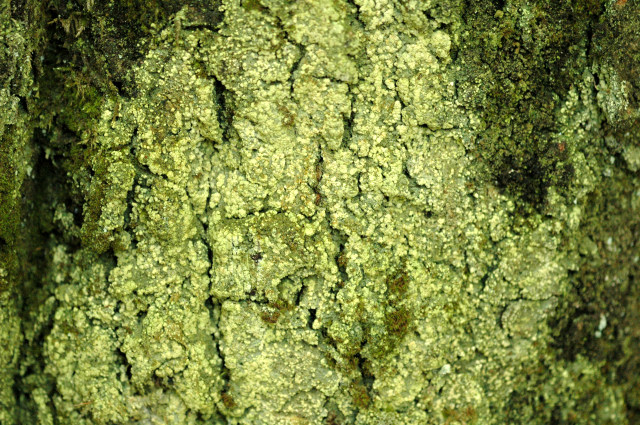